# Године Сунца
Према радовима Џ. Р. Р. Толкина, године Сунца су последњи од три велика временска периода у историји Арде, заједно са годинама Светиљки и годинама Дрвећа. Оне су отпочеле са првим уздизањем Сунца у тренутку када су Нолдори под вођством Финголфина ступили на тле Средње земље, и трају све до данас (Измишљена историја Средње земље у Толкиновој замисли представља настанак и историју праве Земље). Године Сунца су започеле пред крај Првог доба деце Илуватарове и наставиле су се кроз друго, треће и делимично кроз четврто доба у Толкиновим причама. Толкин је проценио да би савремено доба одговарало шестом или седмом добу.